# Tasman
Tasman（タスマン）は、マイクロソフトのMacintosh Business Unitが開発していたHTMLレンダリングエンジンでInternet Explorer 5.0 Macintoshで初めて導入され、それ以外ではEntourage 2001と2004、MSN for Mac OS Xで採用されていた。
Tasmanの導入当時はWindows用のInternet Explorerが導入していたTridentと比較して、より多くのウェブ標準をサポートしていたことで知られている。Tasmanの導入によって以前に比べより高速で高品質なページ表示が可能になり、画面解像度などWindowsとMacの違いが解消した。
Tasmanという名称の由来は、Internet Explorerの日本語: 探検家 - Explorerに因み、オランダの探検家のアベル・タスマンに由来し、開発チームのオフィスが所在する通りがTasman通りと呼ばれていることにも由来している。